# Working for Peanuts
Working for Peanuts é um curta animado de 1953 produzido por Walt Disney. Ele é notável por ser um dos seus primeiros curtas filmado em 3-D. (O primeiro foi Adventures in Music: Melody, o qual havia sido lançado vários meses antes.)
Em 2006, foi remasterizado para Digital 3D e relançado em 2007 junto com a versão Disney Digital 3-D do filme A Família do Futuro.
Working for Peanuts foi também apresentado muitas vezes nos parques temáticos da Disney e foi usado como um teaser em animação 3D da Walt Disney World Magic Kingdom, que exibiu um filme em 3-D, Magic Journeys, que foi patrocinado pela Kodak.

## Sinopse
Enquanto colhem bolotas, Tico e Teco descobrem um amendoim que havia sido jogado das proximidades do zoológico. No zoológico, os visitantes alimentam, e o Pato Donald toma cuidado de Dolores uma elefanta. Tico e Teco tentam roubar amendoins da elefanta, mas o seu roubo é descoberto.
Tico e Teco se cobrem de cal e com êxito convencer Donald que eles pertencem a uma exposição de esquilos albinos no zoológico, onde também são alimentados com amendoim.